# La Bella Principessa
La Bella Principessa, auch genannt Young Girl in Profile in Renaissance Dress, Profile of a Young Fiancée oder Porträt der Bianca Sforza ist eine farbige Zeichnung, die öffentlich erstmals 1998 auf einer Auktion bei Christie’s „aufgetaucht“ ist und deren Herkunft zunächst auf das 19. Jahrhundert datiert wurde. Alessandro Vezzosi, Leiter des Museo Ideale di Vinci, schrieb die Zeichnung Leonardo da Vinci zu.
Diese Zuschreibung wird u. a. durch eine Expertise des britischen Kunsthistorikers Martin Kemp von 2010 gestützt. Kemp hat die dargestellte Frau als Bianca Sforza, uneheliche Tochter Ludovico Sforzas, identifiziert und der Zeichnung den Namen La Bella Principessa gegeben.
Die Zuschreibung durch Vezzosi und Kemp ist umstritten und wird von einigen Kunsthistorikern und Leonardo-Experten in Frage gestellt. Es gibt bisher zu wenige Hinweise, um eine Provenienz dieses Kunstwerkes entwickeln zu können. Als möglicher Urheber wurde Shaun Greenhalgh vermutet.

## Geschichte
Die Zeichnung wurde 1998 auf einer Versteigerung bei Christie’s in New York als „Deutsche Schule, frühes 19. Jahrhundert“ unter dem Titel „The Head of a young Girl in Profile to the left in Renaissance Dress“ für einen Schätzpreis von 12.000 bis 16.000 US$ angeboten und für 21.850 US$ versteigert. Käuferin war die New Yorker Galeristin und auf italienische Altmeister spezialisierte Kunsthändlerin Kate Ganz. Danach verblieb die Zeichnung für knapp zehn Jahre in der Ganz-Galerie, wo sie von mehreren internationalen Kuratoren und Sammlern gesehen wurde. 2008 erwarb sie der kanadische Kunstsammler Peter Silverman, der das Bild für eine Zeichnung aus dem 15. Jahrhundert hält, aus der Ganz’s Old Master Drawings Show für denselben Preis.
Silverman ließ das Bild in der Folge einer Reihe von Tests unterziehen, die sich in vergleichbaren Fällen fraglicher oder umstrittener Zuschreibungen bewährt haben. Wissenschaftler der ETH Zürich untersuchten eine Probe des Vellums, u. a. mit der Radiokarbonmethode, und datierten das Vellum auf die Zeit zwischen 1440 und 1650. Daraufhin nahm Silverman Kontakt zu Martin Kemp auf, der als ausgewiesener Leonardo-Experte gilt.
Kemp beschäftigte sich über zwei Jahre intensiv mit dem Bild und veröffentlichte 2011 seine Forschungsergebnisse in Zusammenarbeit mit Pascal Cotte von Lumière Technology, einem Pariser Dienstleister für den Einsatz innovativer Technologien insbesondere im Museumsbereich. Nach ihren Erkenntnissen handelt es sich bei der „Bella Principessa“ um ein eigenhändiges Werk Leonardos, das sich ursprünglich in einem Exemplar der Sforziada, heute in der Polnischen Nationalbibliothek, befand. Das gedruckte Buch mit handgemalten Illustrationen ist eine Laudatio auf Ludovico Sforza, Herzog von Mailand sowie Leonardos damaliger Auftraggeber und Mäzen. Es soll Bianca Sforza darstellen und anlässlich ihrer Heirat 1496 ihrem Ehemann als Geschenk überreicht worden sein. Ob es sich bei der dargestellten Person tatsächlich um eine uneheliche Tochter Ludovicos handelt, die im Alter von 13 oder 14 Jahren verstorben ist, ist insofern schwer zu verifizieren, als bisher kein Porträt von ihr bekannt ist. Zweifel an Kemps Version wurden auch von Klaus Albrecht Schröder, Direktor der Albertina in Wien, angemeldet und auf Nachfrage bestätigt.
Silverman erhielt ein Kaufangebot in Höhe von 80 Millionen US-Dollar, was er jedoch ablehnte. Der Wert des Kunstwerks wurde 2012 auf mehr als 100 Millionen US-Dollar geschätzt.

## Beschreibung
Das Bild zeigt als Bruststück ein junges Mädchen im Profil mit dem Blick nach links. Sie trägt über einem schlichten Untergewand eine Art Jacke, deren Ärmel am Oberarm breit aufgeschlitzt ist. Der Schlitz wird von einer Borte aus Schlingen und Flecht- und Knotenornamenten eingefasst. Das dichte blonde Haar ist nach der Mode der Zeit mit einem Haarnetz und einem kreuzweise gebundenen Flechtband zu einem Zopf zusammengefasst. Direkt unter dem Haaransatz verläuft ein dünnes Band, das Frisur und Haarnetz zusammenhält.
Ausgeführt ist das kleinformatige Bild in einer Mischtechnik mit Feder und brauner Tinte über schwarzer, roter und weißer Kreide auf Vellum.
Das Vellum selbst ist auf eine an den Rändern leicht beschädigte Tafel aus Eichenholz aufgezogen, so dass die ursprüngliche verso-Seite des Blattes nicht zu sehen ist. Am linken Rand gibt es drei kleine Stichlöcher, die darauf schließen lassen, dass das Blatt ursprünglich in einen Kodex eingebunden war.

## Ausstellungen
Das Bild, das sich in Privatbesitz befindet, ist in vier öffentlichen Ausstellungen gezeigt worden. Erstmals vorgestellt wurde es vom 20. März bis zum 15. August 2010 in den Eriksbergshallen in Göteborg innerhalb der Ausstellung „And There Was Light, The Masters of the Renaissance“, begleitet von einer Dokumentation und der Rekonstruktion einer Beweisführung, dass es sich hier um ein authentisches Werk Leonardos handelt.
Ende 2014 bis 2015 wurde es nacheinander in Urbino, Lugano und Monza gezeigt.
Unter dem Titel „‚La bella Principessa‘, opera attribuita a Leonardo da Vinci“ wurde es vom 6. Dezember 2014 bis zum 18. Januar 2015 im Palazzo Ducale in Urbino gezeigt, vom 21. März bis zum 19. April 2015 in der Sala Consiglio Comunale des Palazzo Civico von Lugano und vom 21. Mai bis zum 30. September 2015 schließlich in den Appartements von Umberto und Margherita der Villa Reale in Monza im Rahmen der Expo 2015.
Zu diesen drei Ausstellungen ist jeweils ein Katalog erschienen.
In der Londoner Ausstellung „Leonardo da Vinci: Painter at the Court of Milan“ (2011/12), die Leonardos Mailänder Zeit abdeckt, wurde das Bild nicht gezeigt. Laut Aussage von Nicholas Penny, dem damaligen Direktor der National Gallery, wurde es für diese Ausstellung nicht angefragt.

## Film
- Mystery of a Masterpiece. A production of Nova and National Geographic Television, written, produced, and directed by David Murdock. DVD National Geographic Television & Film 2012. ISBN 978-1-60883-639-0